# Manuela Kay
Manuela Kay (nascuda el 1964 a Berlín, Alemanya) és escriptora, reportera, directora i editora activista pels drets lèsbics.

## Carrera
Després d'acabar els estudis, Kay treballa com a reportera en alguns programes de ràdio. Feu diversos vídeos sobre sexualitat i pornografia lèsbica. El 1994 al costat de Silke Dunkhorst feren la primera pel·lícula pornogràfica lèsbica alemanya, Airport (Aeroport), l'acció de la qual tenia lloc a l'Aeroport de Berlín-Tegel i en l'escena S & M, mostren hostesses de vol i lesbianes. Un vídeo col·lectiu anterior, Du Darfst (1992) i Latex Hearts (1993) tractaren el tema del sexe segur per a lesbianes en la pantalla de parla alemanya per primera vegada. Durant la dècada de 1990 i fins a 2005 Kay treballa per al Festival Internacional de Cinema de Berlín i el Teddy Award, el premi queer oficial del Festival Internacional de Cinema de Berlín.